# Shin Bet
Il Servizio di sicurezza generale (in ebraico שֵׁירוּת הַבִּיטָּחוֹן הַכְּלָלִי‎?, Sherut haBitaẖon haKlali), noto internazionalmente come Israeli Security Agency o ISA e meglio noto attraverso gli acronimi Shabàk (in ebraico שב"כ‎?, ) e Shin Bet, è una delle tre agenzie d'intelligence israeliane, insieme ad Aman e al Mossad, che si occupa della sicurezza interna di Israele. Fa parte dei servizi segreti israeliani ed è subordinata direttamente al Primo ministro.
Il suo motto è "מגן ולא יראה" ovvero: "scudo invisibile".
Il quartier generale dello Shin Bet si trova ad Afeka, un quartiere settentrionale di Tel Aviv, su una collina, a nord di Parco ha-Yarkon. Il Mossad si trova invece sull'autostrada costiera, tra Tel Aviv e Herzliya, vicino alla stazione di servizio di Geliloth, presso le Unità Ricognitive 504 e 8200.

## Organizzazione
Si ritiene che lo Shin Bet abbia tre ali operative:
- Il dipartimento arabo: responsabile principalmente delle attività antiterrorismo legate agli arabi in Israele, Cisgiordania e Striscia di Gaza.
- Dipartimento israeliano ed estero: precedentemente chiamato dipartimento per gli affari non arabi. Comprende il dipartimento di controspionaggio e prevenzione della sovversione nel settore ebraico, noto anche come "dipartimento ebraico".[2] È responsabile della prevenzione dello spionaggio e del trattamento degli estremisti che svolgono azioni (come il terrorismo) contro lo stato e il regime democratico. Poiché le sue preoccupazioni originali riguardavano principalmente il blocco comunista, si ridusse dopo la caduta dell'Unione Sovietica, ma aumentò di nuovo in importanza in risposta all'attività terroristica anti ebraica a partire dai primi anni '80.[3]
- Dipartimento di protezione della sicurezza: responsabile della protezione delle persone e delle località di alto valore nel paese come funzionari governativi, ambasciate, aeroporti e strutture di ricerca.

L'unità antiterroristica Yamas è direttamente subordinata allo Shin Bet. 
Sebbene sia un'agenzia di sicurezza interna, non dipende dal Ministero dell'interno israeliano e il suo capo risponde direttamente al Primo Ministro di Israele.

## Doveri e ruoli
I compiti dello Shin Bet sono la protezione della sicurezza dello stato, l'esposizione di gruppi terroristici, l'interrogatorio di sospetti terroristi, la fornitura di informazioni sulle operazioni antiterrorismo in Cisgiordania e nella Striscia di Gaza, il controspionaggio, la protezione personale degli alti funzionari pubblici, la protezione di importanti infrastrutture ed edifici governativi, e salvaguardare le compagnie aeree israeliane e le ambasciate d'oltremare.

## Storia
Con la dichiarazione d'indipendenza israeliana del 1948, lo Shin Bet fu fondato come un ramo delle forze di difesa israeliane e inizialmente era guidato da Isser Harel (il padre dell'intelligence israeliana, che in seguito guidò il Mossad). La responsabilità per l'attività dello Shin Bet è stata successivamente spostata dall'IDF all'ufficio del primo ministro. Durante la guerra arabo-israeliana del 1948, le responsabilità dello Shin Bet includevano solo questioni di sicurezza interna. Nel febbraio del 1949 (poco prima della fine della guerra), le sue responsabilità furono estese al controspionaggio.
Uno dei principali successi dello Shin Bet fu l'ottenimento di una copia del discorso segreto pronunciato da Nikita Krusciov nel 1956, in cui denunciava Stalin. Un'edizione polacca del discorso è stata fornita all'ambasciata israeliana a Varsavia dal fidanzato del segretario di un funzionario comunista polacco. L'ufficiale di collegamento polacco dello Shin Bet ha trasmesso la copia a Israele. Il governo israeliano ha quindi deciso di condividere le informazioni con gli Stati Uniti, che le hanno pubblicate con l'approvazione israeliana. Tuttavia, uno studio pubblicato nel 2013 da Matitiahu Mayzel mette in dubbio la storia, sostenendo che il discorso non era segreto e che era stato trasmesso in Occidente da più fonti, tra cui agenzie politiche e di intelligence sovietiche.
Un notevole risultato nel controspionaggio fu la cattura di Israel Beer del 1961, che si rivelò essere una spia sovietica. Beer era un tenente colonnello nelle riserve, un commentatore esperto di questioni di sicurezza e un caro amico del Ben-Gurion, in grado di raggiungere alti circoli israeliani. Beer fu processato e condannato a dieci anni di prigione (in seguito estesa dalla Corte suprema a quindici anni, a seguito del suo appello), dove morì. Un anno prima, Kurt Sitte, un tedesco cristiano dei Sudeti e professore nel Technion, era stato rivelato come una spia cecoslovacca .

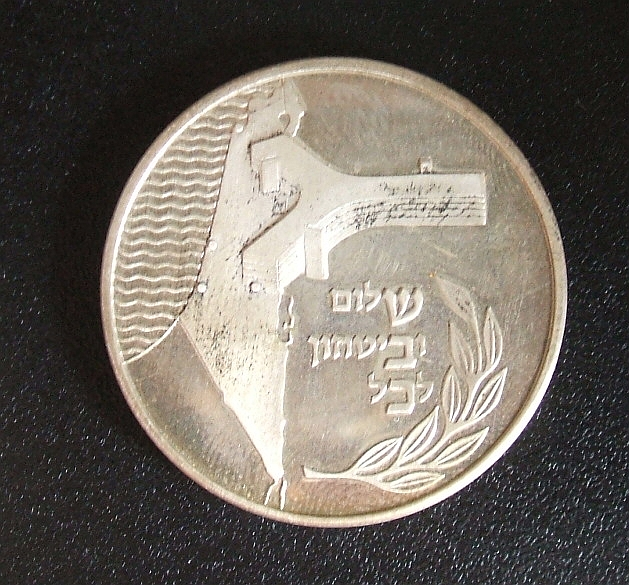
Medaglia assegnata ai dipendenti Shin Bet nel 40 ° anniversario dello stato di Israele, 1988

Nel 1967, un doppio agente egiziano-israeliano, Rif'at al Gamal / Jacques Bitton, fornì all'Egitto false informazioni sui piani di battaglia di Israele, sostenendo che avrebbe iniziato con operazioni a terra. Gli egiziani lasciarono quindi i loro aerei su piste aperte, il che consentì all'Aeronautica israeliana di mettere fuori combattimento l'aeronautica egiziana entro tre ore dallo scoppio della Guerra dei Sei Giorni . L'operazione Yated, come fu successivamente nota, è considerata uno degli inganni di maggior successo nella storia dell'intelligence israeliana, alla pari dell'operazione britannica Operazione Mincemeat durante la seconda guerra mondiale.
Dopo la guerra, il monitoraggio dell'attività terroristica in Cisgiordania e nella Striscia di Gaza diventa una parte importante della missione dello Shin Bet. Nel periodo 1984-1986, lo Shin Bet ebbe una grave crisi in seguito all'affare Kav 300 in cui quattro militanti palestinesi dirottarono un autobus. Due dei dirottatori furono uccisi nello stallo che ne seguì, gli altri due furono uccisi poco dopo essere stati presi in custodia dagli ufficiali Shin Bet, che in seguito dissimularono l'evento e cospirarono per incastrare un ufficiale dell'IDF. In seguito alla vicenda, il capo dello Shin Bet, Avraham Shalom, fu costretto a dimettersi. 
La Commissione Landau del 1987, istituita per indagare sui metodi di interrogatorio dello Shin Bet, criticò l'organizzazione e stabilì linee guida per regolare quali forme di pressione fisica potevano essere usate sui prigionieri. Tra le pratiche autorizzate vi erano "mantenere i prigionieri in posture terribilmente scomode, coprendo loro la testa con sacchi sporchi e maleodoranti e privandoli del sonno". I gruppi per i diritti umani in Israele hanno sostenuto che una tale pratica equivale a tortura. Un rapporto ufficiale del 1995 di Miriam Ben-Porat, reso pubblico nel 2000, mostrava che Shin Bet "abitualmente" andava oltre la "moderata pressione fisica" autorizzata dalla Commissione Landau. Nel rapporto, Israele ha ammesso per la prima volta che i detenuti palestinesi sono stati torturati durante la Prima Intifada, tra il 1988 e il 1992.
Nel 1995, lo Shin Bet non è riuscito a proteggere il primo ministro israeliano, Yitzhak Rabin, assassinato dall'estremista di destra Yigal Amir. Shin Bet aveva scoperto i piani di Amir e un agente Shin Bet fu inviato per monitorare Amir e riferì che Amir non era una minaccia. In seguito all'assassinio, il direttore dello Shin Bet, Carmi Gillon, diede le dimissioni. Successivamente, la Commissione Shamgar ha segnalato gravi carenze nell'unità di sicurezza personale. Un'altra fonte di imbarazzo e critica è stata il comportamento violento, provocatorio e incitante di Avishai Raviv, un informatore dell'unità ebraica di Shin Bet durante il periodo che ha portato all'assassinio. Più tardi, Raviv fu assolto dalle accuse di aver incoraggiato Yigal Amir a uccidere Yitzhak Rabin. 
Pochi mesi dopo l'assassinio di Rabin, il principale costruttore di bombe di Hamas Yahya Ayyash è stato assassinato in un omicidio mirato in cui un dispositivo esplosivo è stato piazzato nel suo telefono cellulare .
Gillon è stato sostituito dall'Ammiraglio Ami Ayalon, che ha contribuito a ripristinare il morale dell'organizzazione dopo la debacle dell'assassinio di Rabin e riabilitare la sua immagine pubblica.
Nel 2000, Ayalon fu sostituito da Avi Dichter, un ex commando Sayeret Matkal e un esperto agente Shin Bet, che rafforzò i rapporti di lavoro con le forze di difesa israeliane e la polizia israeliana. Dichter era al comando quando scoppiò l'Intifada di al-Aqsa e ha trasformato lo Shin Bet in un attore di spicco nella guerra al terrorismo dopo il crollo del Vertice di Camp David del 2000 . 
Nel novembre 2003 quattro ex capi di Shin Bet (Avraham Shalom, Yaakov Peri, Carmi Gillon e Ami Ayalon) hanno invitato il governo israeliano a raggiungere un accordo di pace con i palestinesi. Nel maggio 2005 Dichter è stato sostituito da Yuval Diskin, che ha servito fino al 2011. Nel 2011 Yoram Cohen è stato scelto come nuovo capo di Shabak, prestando servizio fino al 2016. Nel 2016 Nadav Argaman è stato scelto come nuovo capo di Shabak e ha assunto l'incarico l'8 maggio 2016.

### Responsabilità
L'ex assistente speciale del direttore Shin Bet, Barak Ben-Zur, ha affermato che dal 1948 (o più in particolare dal 1957) il gruppo è stato messo sotto il controllo della Knesset per monitorare il suo budget. Nel maggio 2002 è stato fissato un punto di riferimento quando Shin Bet è stato portato sotto il controllo del Comitato per gli affari esteri e la sicurezza di Knesset, che potrebbe indagare se sta funzionando all'interno di confini legali che, a sua volta, coinvolge anche il Comitato Costituzione, Diritto e Giustizia. Il consulente legale del governo approva le attività di Shin Bet, il Gabinetto politico-di sicurezza riceve le segnalazioni direttamente dal direttore di Shin Bet e ogni detenuto ha il diritto di presentare un reclamo.

## Raccolta di informazioni, metodi di interrogatorio e tortura
Shin Bet estrae anche informazioni interrogando i sospetti, con metodi che hanno ripetutamente sollevato preoccupazioni. Nel 1987, dopo le denunce per l'uso eccessivo della violenza, la Commissione Landau elaborò linee guida che condonavano "moderata pressione fisica" quando necessario, ma nel 1994 il controllore di stato Miriam Ben-Porat scoprì che tali regolamenti erano stati ripetutamente violati e che i comandanti GSS senior non lo impedivano.
Più tardi, nel 1999, la Corte Suprema israeliana ha ascoltato diverse petizioni contro i metodi dello Shin Bet, tra cui (1) "lo scuotimento forzato e ripetuto della parte superiore del busto del sospetto, in un modo che fa oscillare rapidamente il collo e la testa" (2) ammanettare il sospetto in una "posizione di Shabach" dolorosa per un lungo periodo di tempo, (3) la "rana accovacciata" che consiste in "accovacciamenti consecutivi e ripetuti sulla punta dei piedi" e altri metodi. La Corte ha stabilito che Shin Bet non aveva l'autorità, anche sotto la difesa della "necessità", di impiegare tali metodi. Questa sentenza è stata accolta come una pietra miliare contro l'uso della tortura sui prigionieri palestinesi.
Lo Shin Bet afferma che ora usa solo mezzi psicologici, sebbene B'Tselem e Amnesty International continuino ad accusare Shin Bet di impiegare metodi fisici che equivalgono a tortura in base alle convenzioni internazionali. Nel 2015, Physicians for Human Rights-Israel ha osservato che le petizioni contro Shin Bet erano quadruplicate dal 2012 e ha affermato che, nel corso degli ultimi anni, di 850 denunce contro Shin Bet per tortura, nessuna era stata indagata. Hanno inoltre affermato che non esiste alcun sistema di ricorso legale contro le organizzazioni di sicurezza.
Lo Shin Bet ha anche lavorato a stretto contatto con l'Aeronautica israeliana nelle "uccisioni mirate" di comandanti e leader di fazioni palestinesi di Hamas, la Jihad islamica, le Brigate dei martiri di Al-Aqsa e Fatah. Questi assassinii vengono di solito eseguiti da elicotteri. Sia i comandanti IAF che gli agenti Shin Bet siedono insieme nel centro di comando per monitorare le operazioni. Il compito di Shin Bet è quello di fornire informazioni su quando e dove il bersaglio sarà disponibile per uno attacco e quindi reagire al feedback dei droni IAF per garantire che gli uomini sul posto siano effettivamente i target corretti.

### Detenzione
Salah Haj Yihyeh, un palestinese che gestisce cliniche mobili per i medici per i diritti umani, è stato arrestato per essere interrogato dalla Shin Bet. Nell'interrogatorio, Yihyeh ha risposto a domande sulle attività dell'organizzazione, il suo budget, l'identità dei suoi donatori e dettagli su altri impiegati da PHR. Il consiglio dei Medici per i diritti umani, in una lettera al capo dello Shin Bet Yuval Diskin, respinse "l'attraversamento di una linea rossa in una democrazia". La lettera sosteneva che, poiché l'unica ragione per interrogare un dipendente del gruppo era spaventarlo, le tattiche erano inaccettabili e illegali.
Il giornalista palestinese Mohammed Omer è stato arrestato nel luglio 2008 da Shin Bet. Arrivato con un volo da Londra, Omer afferma di essere stato preso da parte da un ufficiale Shin Bet. Secondo Democracy Now!, Omer è stato successivamente interrogato, sottoposto a perquisizione e poi picchiato da otto ufficiali armati di Shin Bet. Le ferite avrebbero lasciato Mohammed Omer in ospedale per una settimana. Il governo israeliano ha respinto apertamente le affermazioni di Omer, citando incoerenze nelle sue accuse e rilevando che tali indagini sono rigorosamente regolate.

## Visibilità
Un tempo considerato un impegno per l'anonimato permanente e persino l'invisibilità nella società israeliana, oggi un agente Shin Bet che raggiunge un alto grado nel servizio, in particolare il direttore, è considerato un candidato per l'adesione alle migliori unità del governo israeliano e della comunità imprenditoriale. Questo processo segue una tendenza iniziata da ex generali e colonnelli delle forze di difesa israeliane, dai pionieri come Moshe Dayan, Ariel Sharon e Yitzhak Rabin. Nello Shin Bet e nel servizio di intelligence del Mossad, la tendenza si è manifestata molto più tardi (a metà degli anni '90), anche se Isser Harel (che era stato capo di entrambi i servizi) e Meir Amit del Mossad hanno entrambi servito da legislatori.
Oggi gli ex direttori di Shabak sono sempre più visibili come candidati a cariche superiori. Yaakov Peri è diventato il presidente di Bank HaMizrahi nel 2002 ed è diventato anche un ospite molto visibile nei programmi televisivi. Carmi Gillon è presidente del Consiglio locale di Mevaseret Sion, un sobborgo di Gerusalemme, mentre Avi Dichter e Amihai Ayalon sono stati allo stesso momento candidati alla carica di ministro della Difesa (Dichter per il partito Kadima formato dal primo ministro Ariel Sharon, Ayalon nel partito laburista). Dichter divenne infine Ministro della sicurezza interna del governo guidato da Ehud Olmert. Ayalon ha attirato un ampio seguito come co-iniziatore con il dignitario palestinese Sari Nusseibeh dell'iniziativa non governativa Peoples' Voice per presentare una petizione ai governi di Israele e dell'Autorità Palestinese per una soluzione permanente.
Nel 2007, il servizio ha lanciato la sua prima unità di reclutamento pubblica in assoluto, svelando un "sito Web fluido" e acquistando annunci online in Israele e all'estero in una campagna volta a "attrarre programmatori di computer di alto livello" alla sua divisione informatica. Il 18 marzo 2008, è stato annunciato che il sito ufficiale di Shin Bet avrebbe offerto anche un blog, in cui quattro dei suoi agenti avrebbero discusso anonimamente su come venivano reclutati e che tipo di lavoro svolgessero; rispondendo anche alle domande inviate dai membri del pubblico. La decisione di lanciare il blog è stata presa dai vertici di Shin Bet, tra cui il direttore Yuval Diskin, e fa parte del tentativo di attrarre lavoratori ad alta tecnologia nel dipartimento IT in crescita dell'agenzia. Secondo gli ufficiali Shin Bet, il sito Web e il blog mirano anche a promuovere un'immagine pubblica più accessibile e positiva per i servizi segreti, a lungo associata a "attività oscure, sotto copertura e persino violente".
Nel 2012, sei ex capi degli Shin Bet (Shalom, Peri, Gillon, Ayalon, Dichter e Diskin) sono apparsi in un film documentario, The Gatekeepers, e hanno discusso i principali eventi delle loro attività. 

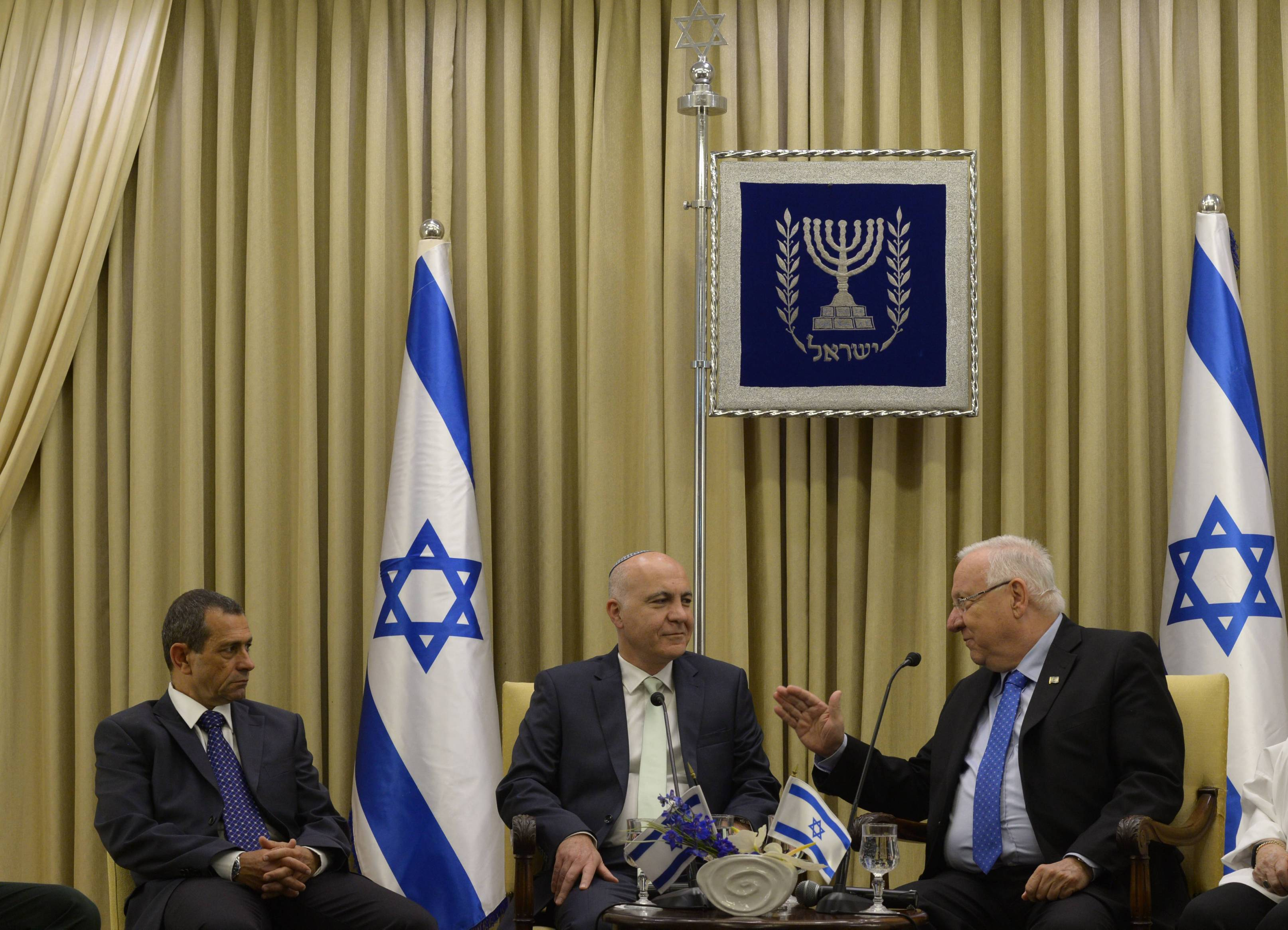
Reuven Rivlin, presidente di Israele, con Yoram Cohen, ex direttore dello Shin Bet e Nadav Argaman, direttore dal 2016 al 2021

## Compiti e ruoli
- Salvaguardia della sicurezza interna
- Scoperta di reti terroristiche
- Interrogatorio dei sospetti terroristi
- Fornire intelligence militare per operazioni di antiterrorismo in Cisgiordania e nella Striscia di Gaza
- Controspionaggio
- Protezione di VIP
- Sicurezza di importanti infrastrutture ed edifici del governo
- Sicurezza dei voli di linea israeliani e delle sedi diplomatiche all'estero

## Direttori dello Shin Bet
- Isser Harel (1948–1952)
- Izi Dorot (1952–1953)
- Amos Manor (1953–1963)
- Yossef Harmelin (1964–1974)
- Avraham Ahitov (1974–1981)
- Avraham Shalom (1981–1986)
- Yossef Harmelin (1986–1988)
- Yaakov Peri (1988–1994)
- Carmi Gillon (1995–1996)
- Ami Ayalon (1996–2000)
- Avi Dichter (2000–2005)
- Yuval Diskin (2005–2011)
- Yoram Cohen (2011–2016)
- Nadav Argaman (2016-2021)
- Ronen Bar (dal 2021)